# 隆瑞莫
隆瑞莫（法語：Longjumeau，法語發音：[lɔ̃ʒymo] ⓘ）是法国法蘭西島大區埃松省的一个市镇，位于该省北部，属于帕莱索区。

## 地理
隆瑞莫（48°41'49"N, 2°17'44"E）面积4.84 平方千米，位于法国法蘭西島大區埃松省，该省份为法国北部内陆省份，北起上塞纳省和马恩河谷省，西接厄尔-卢瓦省和伊夫林省，南至卢瓦雷省，东临塞纳-马恩省。
与隆瑞莫接壤的市镇（或旧市镇、城区）包括：索莱沙特勒、巴兰维利耶、尚普朗、奥尔日河畔埃皮奈、奥尔日河畔萨维尼、莫朗日斯、希伊-马萨林。

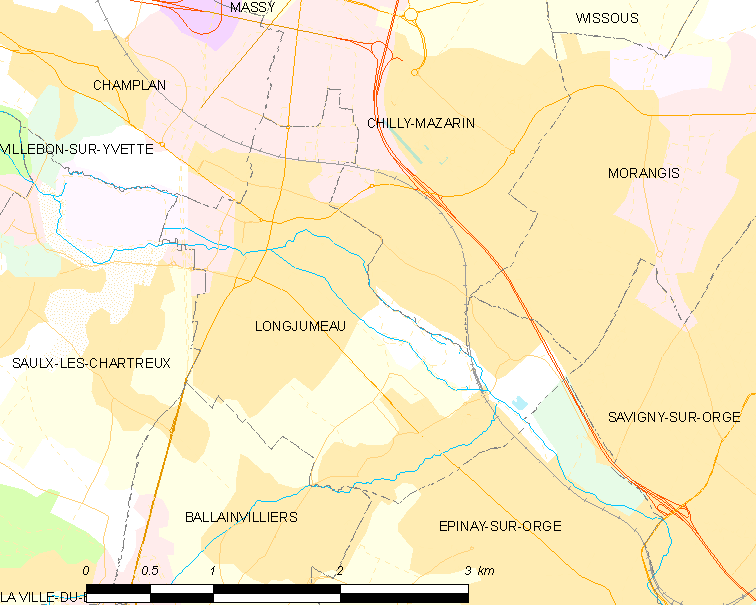
隆瑞莫的OSM定位图

隆瑞莫的时区为UTC+01:00、UTC+02:00（夏令时）。

## 行政
隆瑞莫的邮政编码为91160，INSEE市镇编码为91345。

## 政治
隆瑞莫所属的省级选区为隆瑞莫县。

## 人口

1962-2008年间隆瑞莫人口变化图示

隆瑞莫于2022年1月1日时的人口数量为20470人。